# Мало Кореново
Мало Кореново је насељено место у саставу града Бјеловара, у Бјеловарско-билогорској жупанији, Република Хрватска.

## Становништво
На попису становништва 2011. године, Мало Кореново је имало 196 становника.

## Попис 1991.
На попису становништва 1991. године, насељено место Мало Кореново је имало 254 становника, следећег националног састава:
| Попис 1991.‍  | Попис 1991.‍  | Попис 1991.‍ | Попис 1991.‍ | Попис 1991.‍ |
| ------------ | ------------ | ----------- | ----------- | ----------- |
|              |              |             |             |             |
| Хрвати       | Хрвати       |             | 178         | 70,07%      |
| Југословени  | Југословени  |             | 37          | 14,56%      |
| Срби         | Срби         |             | 33          | 12,99%      |
| неопредељени | неопредељени |             | 6           | 2,36%       |
| укупно: 254  |              |             |             |             |